# Cane da pastore mallorquín
Il cane da pastore mallorquín (chiamato anche ca de bestiar in catalano, perro de pastor mallorquín in spagnolo o Majorca shepherd dog in inglese) è una razza canina originaria della Spagna.

## Storia
Molti studiosi ritengono che la razza si sia formata grazie a vari accoppiamenti fra cani castigliani e cani dell'isola di Maiorca, nell'arcipelago delle Baleari. Attualmente la razza possiede un tipico mantello di colore nero, ma solo recentemente si è ottenuto questo colore; diverso tempo fa ci sono stati esemplari tigrati, bianchi con macchie tigrate e neri con collare bianco vistoso, attualmente colori non ammessi dallo Standard di razza. Nelle isole Baleari la razza era distinta in due varietà: la prima a pelo lungo e una seconda a pelo corto. L'inarrestabile sviluppo turistico delle Baleari ha creato molti problemi per la selezione della razza, a causa dei vari accoppiamenti casuali con cani di tipo diverso importati nelle isole dai visitatori. La varietà a pelo lungo è oggi ormai quasi scomparsa del tutto; infatti oggi si vedono esemplari di questa razza solo pelo corto in manifestazioni. È una razza che è stata importata al di fuori delle Baleari molto recentemente, infatti fino a pochi anni fa era praticamente sconosciuta al di fuori delle Isole. Nelle sue isole è una razza molto apprezzata. La razza è stata riconosciuta dalla FCI dell'anno 1980. È considerata una delle razze più rare al mondo.

## Descrizione
La coda ha attaccatura orizzontale e la sua sezione è circolare, è molto più grossa alla base. Non deve essere tagliata. La lunghezza deve arrivare come minimo al garretto, senza tuttavia giungere a strisciare per terra. L'unico colore ammesso è il nero nelle tonalità “ambra-nera”, comune e pece. Il bianco si accetta solo sul petto. La tonalità ambra-nera è la più pregiata. Due sono le varietà a livello di pelo, una a pelo corto e una a pelo lungo; se corto è aderente alla pelle, con lunghezza variabile da circa 1,5 cm a 3 cm sul dorso; se lungo è leggermente ondulato. Il sottopelo è molto sottile, poco spesso e aderisce perfettamente alla pelle. In entrambe le varietà, il pelo di copertura deve essere morbido, resistente e abbastanza sottile. Gli occhi sono molto piccoli, un po' a mandorla, né sporgenti e neppure infossati nelle orbite. Non sono troppo distanti tra loro, ma centrali. Lievemente obliqui, vivaci. Di colore dal chiaro allo scuro. Le orecchie sono scostate, di ridotte dimensioni rispetto alla testa, triangolari. La punta arriva all'altezza della ghiandola lacrimale e cioè, all'angolo dell'occhio vicino al naso, per cui la loro lunghezza è quasi uguale a quella del cranio. Non devono mai essere amputate. Risultano un po' spesse e sono attaccate alte. In punta si discostano leggermente dal cranio e presentano una piega. La testa è massiccia, senza essere pesante. Gli assi cranio-facciali leggermente divergenti. La lunghezza del muso è uguale a quella del cranio. La lunghezza totale della testa è uguale a quella del collo. Cranio con profilo subconvesso. Depressione naso-frontale marcata, con inclinazione graduale. Muso largo e forte, non deve essere mai appuntito. Labbra di color nero.

## Carattere
È decisamente un cane da pastore ma che svolge tranquillamente il lavoro nella guardia e nella difesa. È una razza molto apprezzata fin da tempi remoti dai contadini e dai pastori per le sue grandi qualità caratteriali essendo anche molto resistente e rustico. Può essere considerata, come diverse altre razze, a triplice attitudine. Se oggi è una razza riconosciuta lo deve solamente alle sue doti, che ne hanno fatto un buon aiutante dell'uomo. Molto affezionato alle persone che considera amiche e trova nel padrone un leader fedele purché contraccambi la sua fiducia. Un po' diffidente e sospettoso nei confronti degli estranei, da cui cerca sempre di stare lontano, sorvegliano però, ogni loro minimo movimento. Razza abbastanza indipendente ed abituata a vivere all'aria aperta sempre.

## Cure
Il pelo corto (ormai l'unica varietà in circolazione) non richiede quasi nessuna cura se non qualche spazzolata di tanto in tanto per togliere lo sporco e eventuali parassiti che si possono essere annidati. La dieta non ha restrizioni.

## Caratteristiche
| Adatto per  | Non adatto per    |
| ----------- | ----------------- |
| Compagnia   | Protezione civile |
| Agility dog | Fly ball          |
| Obedience   | Freestyle         |
| Guardia     |                   |
| Difesa      |                   |